# عملية قوس قزح
عملية قوس قزح (بالعبرية: מבצע קשת בענן) هي عملية عسكرية قام بها الجيش الإسرائيلي على المسلمين في فلسطين بتاريخ 18 إلى 23 مايو 2004 العملية استهدفت حى السلطان برفح ومحطات الكهرباء والمنشأت والمنازل في رفح وشارك فيه الطيران الحربي الإسرائيلي ودباباتهم وعدد من الاليات وقتل خلال العملية العشرات واصابة الكثيرون.
كان هدف إسرائيل من عملية قوس قزح مسح البنية التحتية للمجاهدين، والعثور على أنفاق التهريب التي تربط بين قطاع غزة ومصر، وقتل المقاومين بعد مقتل 13 جنديا إسرائيليا في حرب عصابات. وقالت مصادر أمنية إسرائيلية أيضا ان العملية التي تهدف إلى منع شحنة من طراز ستريلا - 2 (اس 7 الكأس) التي تطلق من الكتف المضادة للطائرات، المعرضة لل3 ساغر المضادة للدبابات الصواريخ الموجهة، وغيرها من صواريخ طويلة المدى التي يتم تخزينها ويجري تهريبها من الجانب المصري من خلال الأنفاق إلى قطاع غزة.
شهدت رفح قدراً من الدمار لم يسبق له مثيل خلال الانتفاضة الثانية، أسفر عن هدم 298 منزلاً، وأذاق في سكان حي تل السلطان شتى ألوان العذاب من قتل للنساء والأطفال والشيوخ وتهديم للبيوت على رؤوس ساكنيها وقصف للمساجد والمدارس وبلغت حصيلة الشهداء 60 شهيدا ً وعدد كبير من الجرحى، فبعد أن دمرت حركة الجهاد الإسلامي ناقلة الجند المدرعة في 12 مايو/أيار قام الجيش الإسرائيلي بعملية توغل استمرت يومين لاستعادة جثث الجنود. وقام الجيش الإسرائيلي، زاعماً أنه تعرض لإطلاق كثيف للنار خلال العملية بأكملها، بهدم 88 منزلاً في «بلوك O» ومنطقة قشطة المجاورة، بما في ذلك بيوت كان يفصلها عن المنطقة العازلة ثلاثة أو أربعة صفوف من المنازل، وما كان ممكناً أن تُستخدم في إطلاق النار على ناقلة الجند المدرعة أو الفرق التي أُرسلت لاستعادة الجثث. وقرب نهاية الحملة قُتل جنديان إسرائيليان في قشطة بنيران القناصة الفلسطينيين. وتلقى ضربات على يد مجاهدي سرايا القدس الجناح العسكري لحركة الجهاد الإسلامي، وتكبد ما يزيد عن مقتل 12 جندياً صهيونياً وتدمير عدد من الآليات بالإضافة إلى تفجير دبابة «الميركافاه».
وثقت منظمة هيومن رايتس ووتش وقوع انتهاكات منهجية للقانون الإنساني الدولي وانتهاكات جسيمة لحقوق الإنسان على أيدي الجيش الإسرائيلي. وخلال عمليات التوغل الكبيرة التي قام بها الجيش الإسرائيلي في الفترة من 18 إلى 23 مايو/أيار، ألحق الجيش دماراً واسعاً بالمنازل والطرق والحقول دون دليل على أن التدمير جاء تلبية لضرورات عسكرية مطلقة، بما في ذلك التدمير الذي وقع في مناطق من رفح بعيدة عن الحدود. وفي مناطق أبعد عن الحدود بحي البرازيل، حيث لم يكن التوغل الإسرائيلي متوقعاً، كان معظم السكان داخل بيوتهم عندما اقتحمت الجرافات المدرعة من طراز «كاتربيلر دي 9» الجدران عليهم. وسمحت الجرافات للأهالي بالفرار لكنها مضت قُدماً بعملية التدمير قبل أن يتمكنوا من جمع أمتعتهم.